# 五百羅漢站

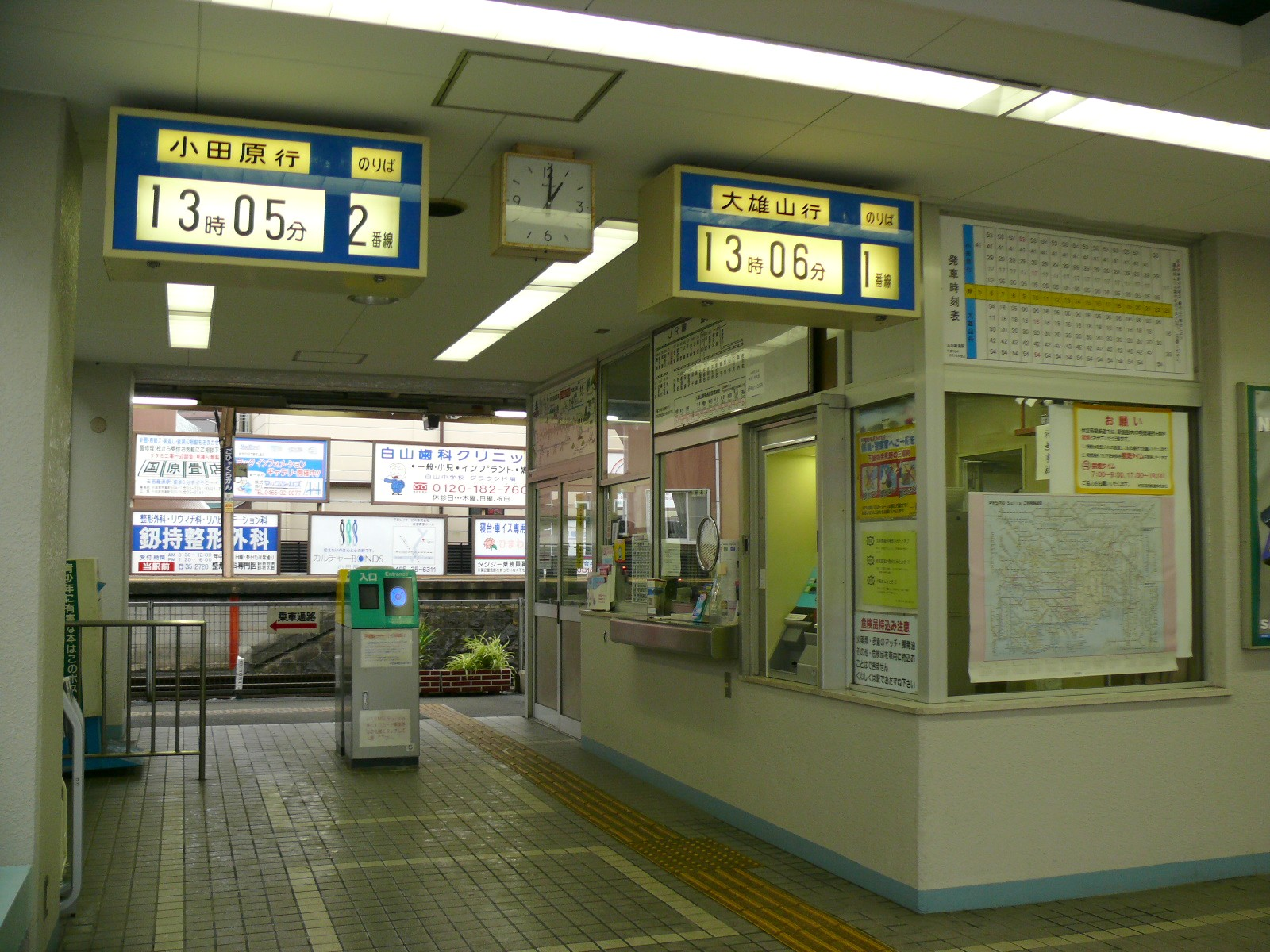
檢票口（2008年12月）

五百羅漢站（日语：／ Gohyakurakan eki */?）是位於神奈川縣小田原市扇町五丁目11番10號，伊豆箱根鐵道的大雄山線車站。車站編號為ID04。

## 歷史
- 1925年（大正14年）10月15日 - 車站啟用。
- 1989年（平成元年）8月 - 車站大樓重建。

## 車站構造
此站是地面車站，設有1面2線的島式月台。南邊月台是1號月台，北邊月台是2號月台。月台靠近井細田一端設有樓梯和平交道連接北邊的車站大樓。在站內靠近穴部一方的北邊，設有伊豆箱根鐵道大雄山線維護路軌分區2層高建築物。
在1989年（平成元年）8月，車站大樓重建，這座4層高的大樓同時為一座公寓。在大樓一角設有車站事務室和候車處，另一角設有自動售票機和車票發行機。站內設有發售定期票等售票處。另外，在建築物入口（車站入口）處顯示的車站英文名稱為「500 RAKAN STATION」（月台站名牌和路線圖中，車站的英文名稱會使用「GOHYAKURAKAN」或「Gohyakurakan」）。
此站是直營車站，整日設有職員當值。

### 月台
| 月台 | 路線     | 方向       |
| ---- | -------- | ---------- |
| 1    | 大雄山線 | 大雄山方向 |
| 2    | 大雄山線 | 小田原方向 |

## 使用狀況
以下為各年度1日平均乘車人次變化。
| 乘車人次變化       | 乘車人次變化     | 乘車人次變化 |
| 年度               | 1日平均 乘車人次 | 參考資料     |
| ------------------ | ---------------- | ------------ |
| 1998年（平成10年） | 893              | [ 2 ]        |
| 1999年（平成11年） | 898              | [ 3 ]        |
| 2000年（平成12年） | 867              | [ 4 ]        |
| 2001年（平成13年） | 845              | [ 4 ]        |
| 2002年（平成14年） | 794              | [ 5 ]        |
| 2003年（平成15年） | 797              | [ 6 ]        |
| 2004年（平成16年） | 787              | [ 7 ]        |
| 2005年（平成17年） | 778              | [ 8 ]        |
| 2006年（平成18年） | 825              | [ 9 ]        |
| 2007年（平成19年） | 841              | [ 10 ]       |
| 2008年（平成20年） | 822              | [ 11 ]       |
| 2009年（平成21年） | 787              | [ 12 ]       |
| 2010年（平成22年） | 742              | [ 13 ]       |
| 2011年（平成23年） | 736              | [ 14 ]       |
| 2012年（平成24年） | 746              | [ 15 ]       |
| 2013年（平成25年） | 734              | [ 16 ]       |
| 2014年（平成26年） | 748              | [ 17 ]       |
| 2015年（平成27年） | 739              | [ 18 ]       |
| 2016年（平成28年） | 730              | [ 19 ]       |
| 2017年（平成29年） | 720              | [ 20 ]       |
| 2018年（平成30年） | 762              | [ 21 ]       |

## 車站周邊
站前設有縣道720号。車站名稱是取自車站附近的舊遺蹟玉寶寺和多古城址等五百羅漢像。
在南方300米處設有小田急小田原線的足柄站。與井細田站，三站比較接近。

## 巴士路線
於站前的縣道720號設有「五百羅漢」巴士站，停靠的巴士路線如下：
箱根登山巴士
- 栢山站
- 關本（經飯田岡、富士菲林） ※ 平日3班
- 關本（經富水站入口、新屋、富士菲林） ※ 平日1班
- 小田原站東出口

## 相鄰車站
伊豆箱根鐵道
■大雄山線
井細田（ID03）－五百羅漢（ID04）－穴部（ID05）

## 注腳
1. ↑  小田原市統計書 （页面存档备份，存于）（日語）
2. ↑  神奈川縣縣勢要覧（平成12年度）227頁（日語）
3. ↑  神奈川縣縣勢要覧（平成13年度）229頁PDF（日語）
4. 1 2  神奈川縣縣勢要覧（平成14年度）227頁PDF（日語）
5. ↑  神奈川縣縣勢要覧（平成15年度）PDF（日語）
6. ↑  神奈川縣縣勢要覧（平成16年度）229頁PDF（日語）
7. ↑  神奈川縣縣勢要覧（平成17年度）PDF（日語）
8. ↑  神奈川縣縣勢要覧（平成18年度）231頁PDF（日語）
9. ↑  神奈川縣縣勢要覧（平成19年度）PDF（日語）
10. ↑  神奈川縣縣勢要覧（平成20年度）245頁PDF（日語）
11. ↑  神奈川縣縣勢要覧（平成21年度）PDF（日語）
12. ↑  神奈川縣縣勢要覧（平成22年度）PDF（日語）
13. ↑  神奈川縣縣勢要覧（平成23年度）PDF（日語）
14. ↑  神奈川縣縣勢要覧（平成24年度）PDF（日語）
15. ↑  神奈川縣縣勢要覧（平成25年度）PDF（日語）
16. ↑  神奈川縣縣勢要覧（平成26年度）PDF（日語）
17. ↑  神奈川縣縣勢要覧（平成27年度）PDF（日語）
18. ↑  神奈川縣縣勢要覧（平成28年度）PDF（日語）
19. ↑  神奈川縣縣勢要覧（平成29年度）PDF（日語）
20. ↑  神奈川縣縣勢要覧（平成30年度）PDF（日語）
21. ↑  神奈川縣縣勢要覧（令和元年度）PDF（日語）

## 外部連結
- 伊豆箱根鐵道　五百羅漢站 （页面存档备份，存于）（日語）